# Anceps
Anceps (lateinisch anceps „zweideutig“, „unentschieden“; Plural Ancipitia; deutsch auch Anzeps) kennzeichnet in der antiken Verslehre metrische Ambivalenz. 
Das Elementum anceps ist ein Verselement, das im konkreten Vers als Länge, Kürze oder Doppelkürze realisiert werden kann. In der metrischen Notation wird es mit × wiedergegeben.
Oft wird nicht zwischen elementum anceps und elementum indifferens unterschieden, wobei letzteres ein Verselement ist, das nur durch eine einzelne lange oder kurze Silbe, nicht aber durch Doppelkürze realisiert werden kann. Es erscheint im metrischen Schema als ◠ mit untergesetztem Strich, oft auch als ◠̣ mit untergesetztem Punkt. Schließlich kann metrische Ambivalenz noch spezifischer wiedergegeben werden: 
- ◡ ist meist eine Länge, kann aber auch eine Kürze sein; umgekehrt ist
- ◡ meist eine Kürze, kann aber auch als Länge realisiert sein.

Metrisch unterschieden wird nach Paul Maas auch die metrische Ambivalenz am Ende von Vers und Periode, wofür er die Bezeichnung brevis in longo prägte. Demnach liege hier kein Anceps vor, sondern ein Longum, wobei Länge oder Kürze der entsprechenden Silbe nicht maßgeblich sei. Notiert wird das gelegentlich als Longum mit untergesetztem Punkt (—̣), meist aber als Indifferens (◠).
Als Syllaba anceps wird eine Silbe bezeichnet, die im Vers abhängig vom Kontext sowohl lang als auch kurz sein kann.